# Hassen Guellaty
 (janvier 2019).
Si vous disposez d'ouvrages ou d'articles de référence ou si vous connaissez des sites web de qualité traitant du thème abordé ici, merci de compléter l'article en donnant les références utiles à sa vérifiabilité et en les liant à la section « Notes et références ».
Hassen Guellaty, né en 1880 à Ksar el Boukhari en Algérie et mort le 27 novembre 1966, est un avocat, homme politique et journaliste tunisien.

## Biographie

### Jeunesse et études
Son père, interprète judiciaire en Algérie, est nommé à Sousse puis à Tunis où il débarque en 1882 ; Hassen est alors âgé de deux ans. Il effectue des études modernes au lycée Saint-Louis, qui devient plus tard le lycée Carnot de Tunis, et apprend l'arabe littéraire avec un professeur de l'Université Zitouna. Il obtient son baccalauréat en 1898 et devient l'un des premiers Tunisiens à suivre des études à l'étranger, plus précisément à Toulouse, où il est diplômé en droit.

### Militantisme politique
De retour à Tunis, il installe son propre cabinet d'avocat sur la rue de la Commission. Cette adresse est plus tard celle du Cercle tunisien, fondé en 1908, et, pendant un temps, du journal Le Tunisien à la fondation duquel il participe. Il fait partie du mouvement des Jeunes Tunisiens, inspiré par ses aînés parmi lesquels Béchir Sfar dont il épouse la fille Fatma en 1905. En 1911, il participe à l'affaire du Djellaz et, en 1912, au boycott des tramways tunisois, actions qui entraînent son arrestation et son exil temporaire, dans sa ville de naissance en Algérie, le 12 mars 1912.
Hassen Guellaty participe à la création, en 1920, du parti du Destour dont il préside la commission des affaires économiques. Il est aussi l'un des auteurs de La Tunisie martyre. Il fait par ailleurs partie de la première délégation destourienne à Paris, le 20 juin 1920, et conduit sa seconde délégation. À la suite de l'échec de ces deux délégations, il fonde le Parti réformiste destourien et édite le journal Al Burhan.

### Activités culturelles
En dehors de son activité politique, Hassen Guellaty est présent sur la scène culturelle en présidant l'association de la Khaldounia, qui complète l'enseignement de la Zitouna, ou la compagnie théâtrale Al Adab Al Arabia (1911). Il participe aussi, sous son nom ou sous le pseudonyme de Nassah, à différents journaux, comme An-Nahdha.